# Maria Janina Broel-Plater-Skassa
Maria Janina Broel-Plater-Skassa (ur. 18 grudnia 1913 w Warszawie, zm. 21 lutego 2005 tamże) – polska farmaceutka, ofiara doświadczeń nad zgorzelą gazową w hitlerowskim obozie koncentracyjnym Ravensbrück.
Była córką hrabiego Antoniego Broel-Platera (1881–1946?) i Heleny z Nowakowskich, właściciela Uładówki pod Kobryniem. W roku 1936 zdobyła wykształcenie technika farmaceutycznego i rozpoczęła studia na Politechnice Warszawskiej. We wrześniu 1939 została ewakuowana ze szpitalem wojskowym w Brześciu nad Bugiem na Węgry. Powróciła do Polski w sierpniu 1940. W Armii Krajowej pełniła obowiązki kurierki. 12 czerwca 1940 została aresztowana w Terespolu wraz z bratem Marianem Mieczysławem (1911–1942), zamordowanym później w Oświęcimiu.  
Następnego dnia została przewieziona do więzienia w Białej Podlaskiej, a 28 lipca 1941 do więzienia na Zamku Lubelskim. Do obozu w Ravensbrück przybyła 23 września 1941. Została zatrudniona przy budowie drogi. 
23 listopada 1942 została zakażona operacyjnie zgorzelą gazową. Zadana jej wtedy rana na podudziu nie zagoiła się do końca życia. W cztery tygodnie po operacji musiała powrócić do pracy. W marcu 1943 wraz z innymi więźniarkami zaprotestowała w komendanturze obozu przeciw dalszym eksperymentom.
Jak wszystkim ofiarom eksperymentów groziła jej śmierć, której udało się jej uniknąć dzięki zdobyciu dokumentów zmarłej więźniarki. Uczestniczyła w konspiracyjnej harcerskiej drużynie "Mury". 
Obóz Ravensbrück opuściła 28 kwietnia 1945 roku. 26 maja 1945 roku powróciła do Warszawy. 19 grudnia 1946 zeznawała w Norymberdze wraz z Jadwigą Dzido, Marią Kuśmierczuk i Władysławą Karolewską w procesie lekarzy hitlerowskich.
W roku 1995 Maria Broel-Plater opowiedziała o swoich przeżyciach w filmie dokumentalnym „Man nannte uns Kaninchen“ (Nazywano nas królikami) autorstwa Loretty Walz. 
Po wojnie pracowała w PCK, potem w Instytucie Leków. Wyszła za mąż w roku 1958. Była odznaczona Krzyżem Kawalerskim OOP i Złotym Krzyżem Zasługi.